# George Buchanan

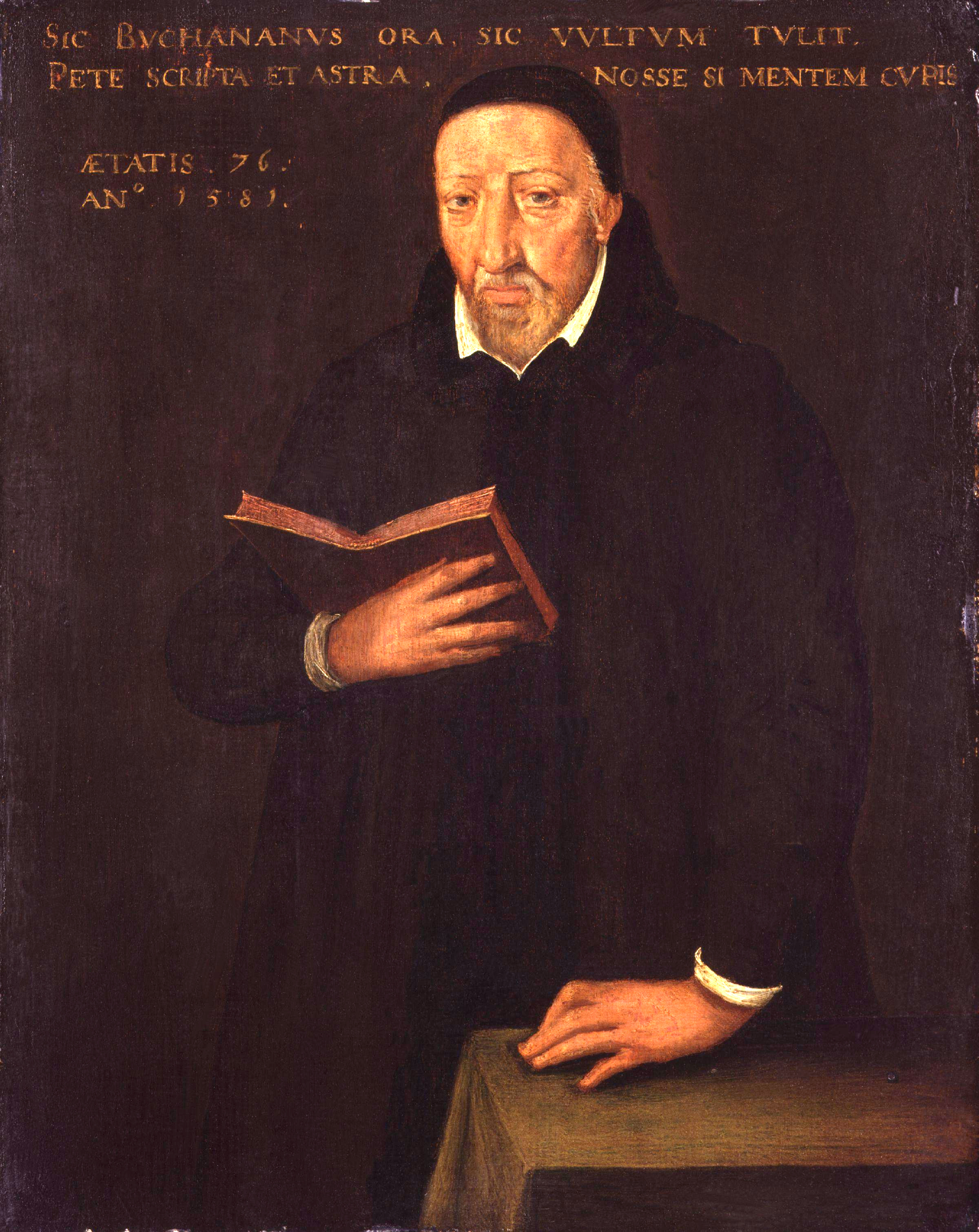
George Buchanan

George Buchanan (* Februar 1506 bei Killearn, Stirlingshire; † 28. September 1582 in Edinburgh) war ein schottischer humanistischer Philosoph, Dichter und Historiker.

## Leben
George Buchanan entstammte einer alten, aber verarmten Adelsfamilie. Er wurde 1520 als 14-Jähriger nach dem frühzeitigen Tod seines Vaters von seinem Onkel James Heriot zur weiteren Ausbildung nach Paris geschickt, wo er schnelle Fortschritte machte. Als sein Onkel zwei Jahre später ebenfalls starb, musste Buchanan in sein Vaterland zurückkehren. Er ließ sich hier aus Armut bei den französischen Hilfstruppen für Schottland anwerben. Dann widmete er sich 1524 an der University of St Andrews philosophischen Studien und begleitete 1526 seinen dortigen Lehrer John Major nach Paris, wo er sich den Ideen der Reformation zuwandte. Er wurde 1529 am Collège Sainte-Barbe in Paris Lehrer der Grammatik und 1532 Erzieher des jungen schottischen Adligen Gilbert Kennedy, 3. Earl of Cassilis, mit dem er 1536 nach Schottland zurückkehrte. Hier ernannte ihn Jakob V. zum Hauslehrer seines illegitimen Sohnes, Lord James Stewart.
Buchanan schrieb 1537 unter dem Titel Somnium ein satirisches Gedicht gegen die Franziskaner und später auf des Königs Anregung ein noch heftigeres, seinen berüchtigten Franciscanus, dessentwegen er 1539 vom Kardinal David Beaton, Erzbischof von St Andrews, der Ketzerei angeklagt und eingekerkert wurde. Zwar entkam Buchanan, der die Gunst Jakobs V. verloren hatte, nach England, war aber auch dort nicht sicher und wandte sich daher wieder nach Paris und, als der Kardinal Beaton als Legat dahin gekommen war, nach Bordeaux. Dort wurde er für einige Jahre Lateinlehrer am neugegründeten Collège de Guyenne, welchen Posten er durch den Einfluss des damaligen Direktors dieses Instituts, André de Gouveia, bekam. In dieser Zeit schrieb er für die klassischen Aufführungen der Studenten zwei lateinische Tragödien Jephthes und Baptistes und übersetzte die Medea und die Alkestis des Euripides ins Lateinische. In Bordeaux unterrichtete er auch Michel de Montaigne,
1544 ging Buchanan wieder nach Paris, wo er in dem Collège des Kardinals Le Moine lehrte. 1547 wurde er von König Johann III. von Portugal an die neuerrichtete Universität Coimbra berufen, deren Rektor sein Freund Gouveia war. Seine freisinnigen Ansichten zogen ihm auch hier die Verfolgung des Klerus zu. Nach Gouveias Tod musste er 1549 im Kerker der Inquisition einsitzen und wurde endlich in das Kloster Palácio de São Bento in Lissabon gesteckt, wo er seine metrische lateinische Übersetzung der Psalmen, Paraphrasis psalmorum Davidis poetica, begann.
Nach seiner Freilassung Ende 1551 reiste Buchanan ohne Erlaubnis des Königs, der ihn in Portugal zu behalten wünschte, nach England, verließ es aber wegen der Unruhen während der Minderjährigkeit Eduards VI. bereits im Jahr 1553 und ging nach Frankreich. Er bekleidete fünf Jahre lang die Stelle eines Erziehers des Sohns des Marschalls von Brissac. Während dieser Zeit beschäftigte er sich viel mit theologischen Studien und begann die Ausarbeitung seines fünf Bücher umfassenden lateinischen Lehrgedichts De sphaera über die Weltkugel. Darin verteidigte er in Auseinandersetzung mit dem Gedicht De sphaera mundi des Johannes de Sacrobosco die Ptolemäische Weltsicht gegen die neue Theorie des Nicolaus Copernicus.
Nach mehr als 20-jähriger Abwesenheit kehrte Buchanan 1560 oder 1561 nach Schottland zurück, wo er die religiösen Verhältnisse so sehr verändert fand, dass er 1562 offen zum Protestantismus übertreten konnte. Im gleichen Jahr wurde er Hauslehrer der (katholischen) Königin Maria Stuart, mit der er täglich Livius las. In dieser einflussreichen Stellung machte sich Buchanan um die Verbesserung der schottischen Hochschulen verdient und wurde 1566 zum Vorstand des St Leonard’s College der Universität St. Andrews ernannt. 1567 wurde er zum Moderator der General Assembly (Synode) der Church of Scotland gewählt; in diesem höchsten Leitungsamt der Kirche war er der erste und zugleich bis 2004 einzige Nicht-Geistliche. Als Maria Stuarts Gemahl, Henry Stuart Darnley, ermordet wurde (1567), brach Buchanan mit der Königin, da er annahm, sie sei in die Ermordung verstrickt. Er wurde zu einem der erbittertsten Feinde der mittlerweile entmachteten Königin, schlug sich zur Partei des Earl of Morey, Regenten von Schottland, und erlaubte sich sogar in seinem 1571 veröffentlichten Werk Detectio Mariae Reginae eine schonungslose Enthüllung der Beziehungen Marias zu Darnley und der zu dessen Tod führenden Umstände.
Auch nach der Ermordung seines Beschützers Morey (Januar 1570) blieb Buchanan in der Gunst der herrschenden Partei und gewann auch die Gunst der Königin Elisabeth I., die ihm eine Jahrespension von 100 Pfund Sterling aussetzte. Der geheime Staatsrat von Schottland übertrug Buchanan die Stelle eines Erziehers des jungen Prinzen Jakob VI. (später als Jakob I. König von England), der unter Buchanans Leitung jene Schulgelehrsamkeit erlangte, auf die er so stolz war. Buchanan wurde ferner Direktor der königlichen Kanzlei, Mitglied des Staatsrats und von 1570 bis 1578 Lordsiegelbewahrer Schottlands. Als jedoch Jakob VI. selbst die Regierung ergriff, musste Buchanan in seinen letzten Lebensjahren zurückgezogen vom Hof leben. In seinem berühmten lateinischen Dialog De Jure Regni apud Scotos (Edinburgh 1579), den er seinem ehemaligen Zögling widmete, sprach er sich für eine eingeschränkte Form der Monarchie aus. Aus dem Werk stammt der bekannte Satz Kings exist by the will of the people („Könige existieren durch den Willen des Volkes“). 1582 erschien in Edinburgh Buchanans in seinen letzten Jahren ausgearbeitetes, treffliches, in lateinischer Sprache verfasstes Geschichtswerk Rerum Scoticarum Historia in 20 Büchern, das mit Fergus I., dem mythischen „ersten König von Schottland“, beginnt (330 v. Chr.) und bis 1553 reicht. Die frühen Partien beruhen hauptsächlich auf der sagenhaften Geschichtserzählung von Boece. Historisch wertvoll ist hingegen die Schilderung der vom Autor selbsterlebten Zeit, die einen beträchtlichen Teil des Werks einnimmt. Eine englische Übersetzung erschien 1690 in London, eine weitere von William Bond besorgte 1722 in zwei Bänden in London.
Buchanan starb am 28. September 1582 im Alter von 76 Jahren in Edinburgh in größter Dürftigkeit. Sein Charakter ist von seinen Feinden vielfach angegriffen worden; allerdings machte ihn Parteisucht oft leidenschaftlich und das Bewusstsein geistiger Überlegenheit schroff und rau. Unter den neueren lateinischen Dichtern nimmt er einen hohen Rang ein; für die gelungenste seiner poetischen Arbeiten wird das Epithalamium auf die Hochzeit Maria Stuarts mit Franz II. von Frankreich gehalten. Buchanans wenige politische und satirische Schriften in schottischer Mundart stehen hinter seinen lateinischen weit zurück.

## Schriften
- Rervm Scoticarvm Historia / Avctore George Bvchanano Scoto … – [S.l.] : [s.n.] , 1583. – (Edimbvrgi : Arbuthnetus). Darin enthalten: Acceßit De Ivre Regni apud Scotos Dialogus, eodem Georgio Bvchanano auctore. Auch als Mikrofiche-Ausg.: München u. a.: Saur, 1993.
- Baptistes sive Calumnia, vor 1544 (nicht vor 1577 veröffentl.)
- Jephthes sive Votum, tragoedia, 1544
- Psalmorum Davidis paraphrasis poetica, 1564 oder 1565.
- The Sphera of George Buchanan, by James Naiden, 1951.